# 15941 Stevegauthier
15941 Stevegauthier è un asteroide della fascia principale. Scoperto nel 1997, presenta un'orbita caratterizzata da un semiasse maggiore pari a 3,0413302 UA e da un'eccentricità di 0,1102747, inclinata di 14,39014° rispetto all'eclittica.